# الحزب الشيوعي البولندي
الحزب الشيوعي البولندي وهو حزب شيوعي في بولندا، تأسس في سنة 1918 وانهار في سنة 1938، ووقف في وجه المعارضة لحكومة دولة المملكة البولندية الليتوانية الديمقراطية السياسية.